# Cléopâtre (film, 1934)
Pour les articles homonymes, voir Cléopâtre (film) et Cléopâtre.
Pour plus de détails, voir Fiche technique et Distribution.

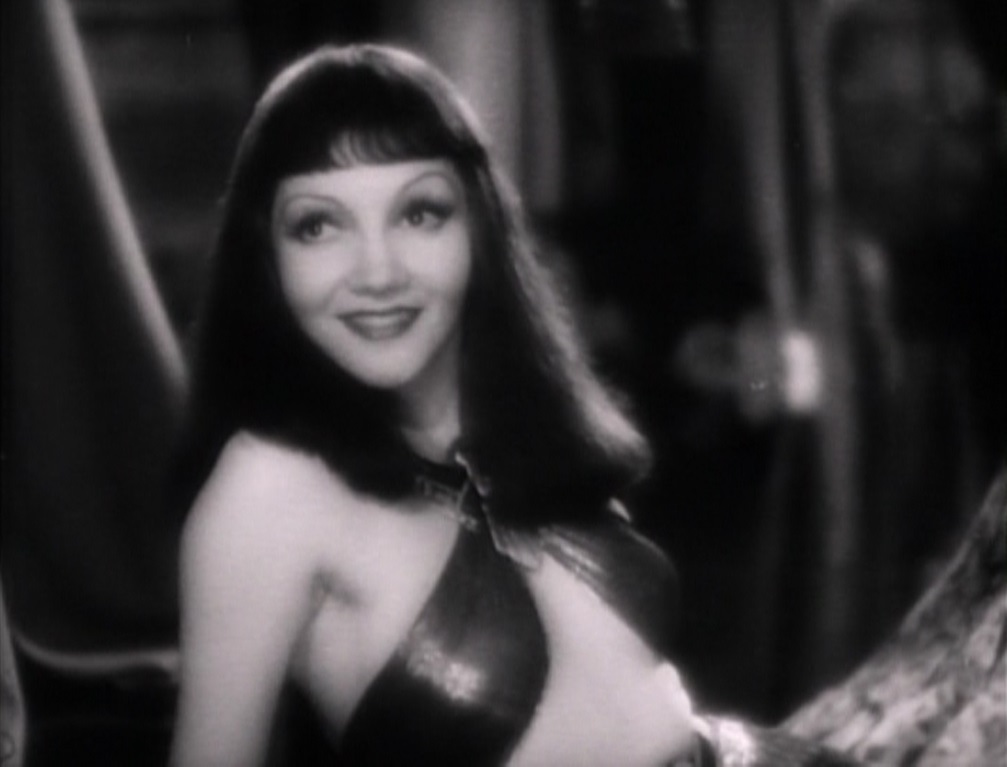
Claudette Colbert dans le rôle de Cléopâtre.

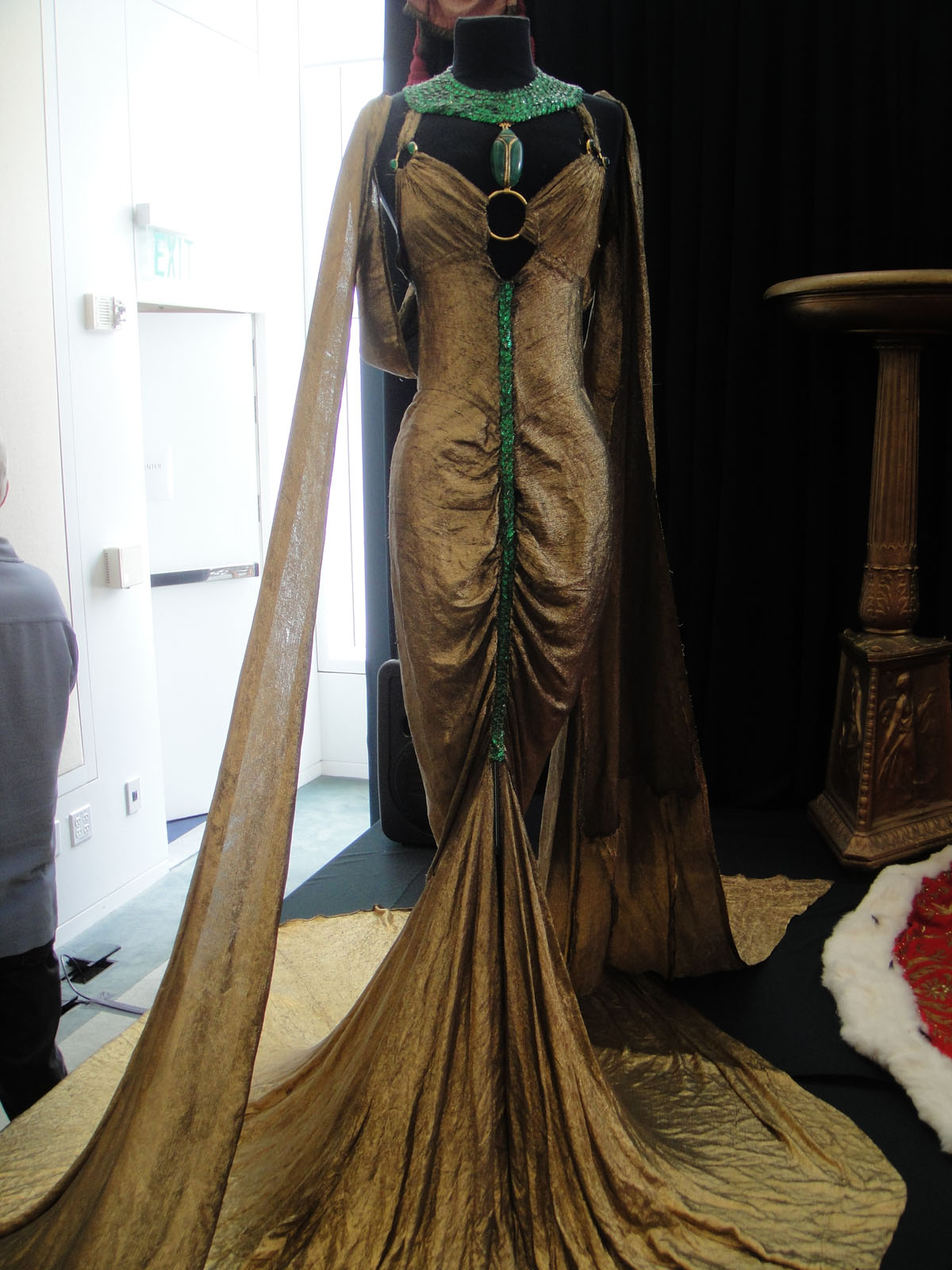
Un des costumes de Claudette Colbert dans le film.

Cléopâtre (Cleopatra) est un film américain réalisé par Cecil B. DeMille, sorti en 1934.

## Synopsis
Ce film met l'accent sur la vie amoureuse de Cléopâtre, qui aima d'abord Jules César, puis son général, Marc Antoine. Elle se suicida après la conquête de l'Égypte par Octave, le petit-neveu et fils adoptif de Jules César.

## Fiche technique
- Titre : Cléopâtre
- Titre original : Cleopatra
- Réalisation : Cecil B. DeMille
- Scénario : Bartlett Cormack (en), Waldemar Young et Vincent Lawrence
- Production : Cecil B. DeMille
- Société de production : Paramount Pictures
- Photographie : Victor Milner, assisté de William C. Mellor (cadreur, non crédité)
- montage : Anne Bauchens (non crédité)
- Musique : Rudolph G. Kopp et Milan Roder (non crédité)
- Direction artistique : Roland Anderson et Hans Dreier (non crédités)
- Costumes : Travis Banton, Ralph Jensen et Mitchell Leisen
- Distribution : Paramount Pictures
- Pays d'origine :  États-Unis
- Langue : Anglais
- Format : Noir et blanc - Son : Mono (Western Electric Noiseless Recording)
- Genre : Film historique
- Durée : 100 minutes
- Dates de sortie : 
  - États-Unis : 5 octobre 1934
  - France : 16 octobre 1934
  - Royaume-Uni : 10 novembre 1934

## Distribution
- Claudette Colbert : Cléopâtre
- Warren William : Jules César
- Henry Wilcoxon : Marc Antoine
- Joseph Schildkraut : Hérode
- Ian Keith : Octave
- Gertrude Michael : Calpurnia
- Charles Aubrey Smith : Enobardus
- Irving Pichel : Apollodore
- Arthur Hohl : Brutus
- Edwin Maxwell : Casca
- Ian Maclaren : Cassius
- Leonard Mudie : Pothinos
- Grace Durkin : Iras, serviteur de Cléopâtre
- Claudia Dell : Octavie
- Harry Beresford : le devin
- William Farnum : Lepidus
- Lionel Belmore : Fidius
- Florence Roberts : « Lady Flora »
- Celia Ryland : Lady Leda
- Robert Warwick : le général Achillas
- George Walsh : un messager

Parmi les acteurs non crédités :
- Edmund Burns : un Romain
- John Carradine : un officier romain
- Mary MacLaren : une Romaine
- David Niven : un esclave

## Autour du film
- Ce film a été nommé pour les Oscars de l'année 1934, mais s'est vu rafler les cinq plus beaux Oscars par le film New York-Miami de Frank Capra, avec la même actrice, Claudette Colbert, en vedette. Clint Eastwood fait référence à cette cérémonie dans son film L'Échange (Changeling).

- Quand sort Cléopâtre en 1934, un parfum de scandale entoure le film, causé par les costumes minimalistes de l’actrice Claudette Colbert — qui dévoilaient beaucoup de son anatomie — et par des scènes « osées » pour l'époque. Le code de censure Hays, dont le but était de mettre un terme aux nombreux scandales entachant l'image d'Hollywood en apportant notamment des restrictions sur la nudité et la violence au cinéma, venait tout juste d'être voté ; le réalisateur Cecil B. DeMille en a profité pour « pimenter » son film tant que cela lui était encore possible[1], mais des scènes ont dû être coupées au montage final.